# 松本市立安曇小中学校
松本市立安曇小中学校（まつもとしりつ あずみしょうちゅうがっこう）は長野県松本市安曇島々にある市立小学校・中学校。
校長は小学校と中学校を兼任、教頭はそれぞれにいる。

## 概要
学区は、東は大野田地区、学校のある島々地区、西は稲核地区など、旧安曇村東部の広い地域を含んでいる。これら地区を結ぶ国道158号が、学校の東側を通るが、校舎からは校庭を隔てているので遠い。2005年4月1日に松本市に合併したので、安曇村立から松本市立に移行した。
1学年1学級である。2泊3日で奥穂高岳登山を行う。小学校とは昇降口は異なるが、大廊下でつながっている。学校の東側を国道158号が走るが、校舎からは校庭を隔てていて遠く、また段差がある。国道の向こう側崖下に梓川が流れている。国道158号は、学校敷地をはずれると、すぐに三本松トンネルに入る。
松本市ホームページには「安曇小中学校は、昭和42年4月1日に安曇小・中学校、稲核小・中学校が統合され、翌43年11月25日より、現在地（標高751.5m、北緯36度10分16秒、東経137度47分10秒）において、現校舎での授業が開始されました」とあるので、1967年度からの名称は「安曇小中学校」、1966年までの名称は「安曇小・中学校」「稲核小・中学校」であった。

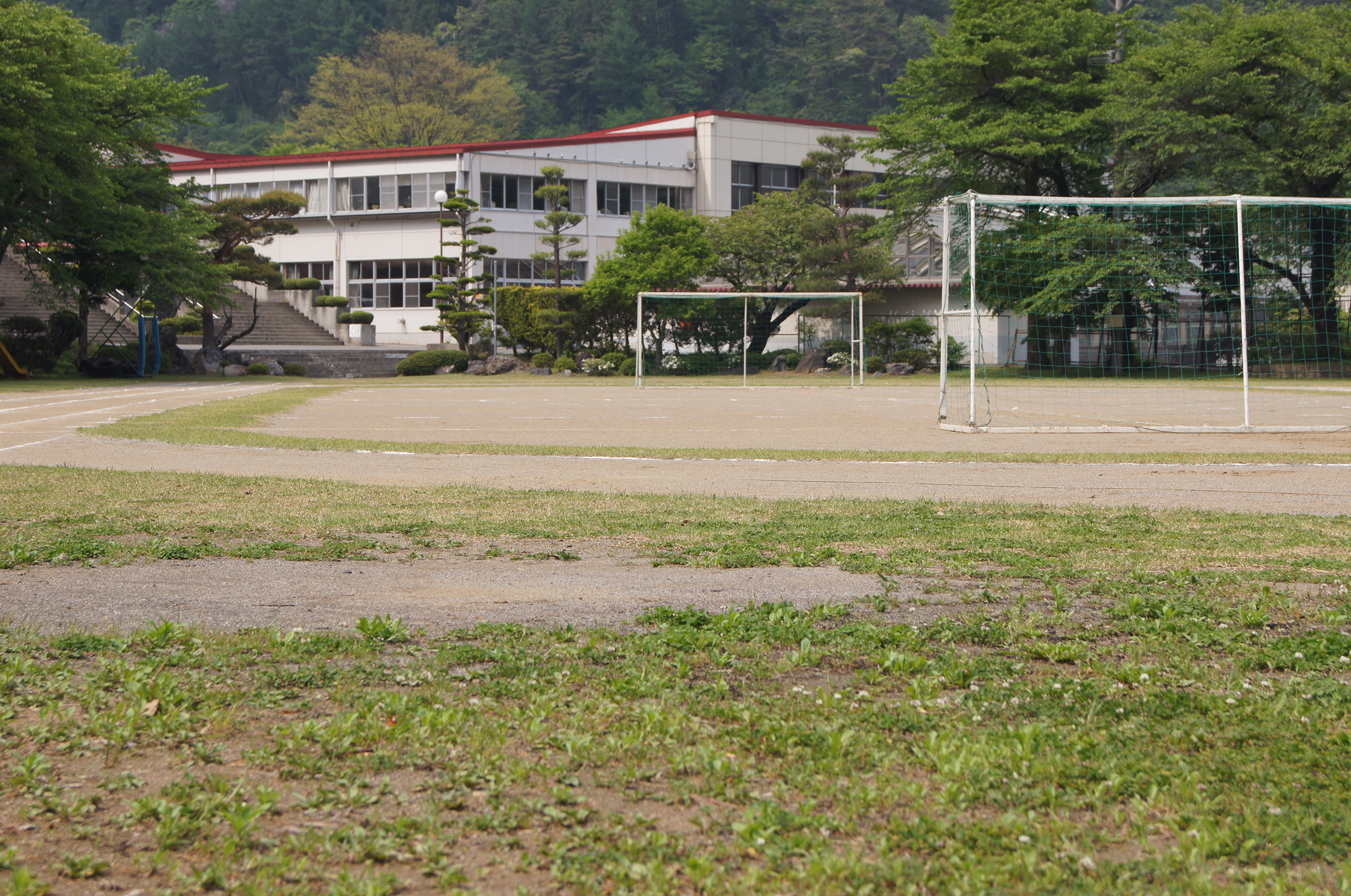
松本市立安曇小中学校を国道側から望む
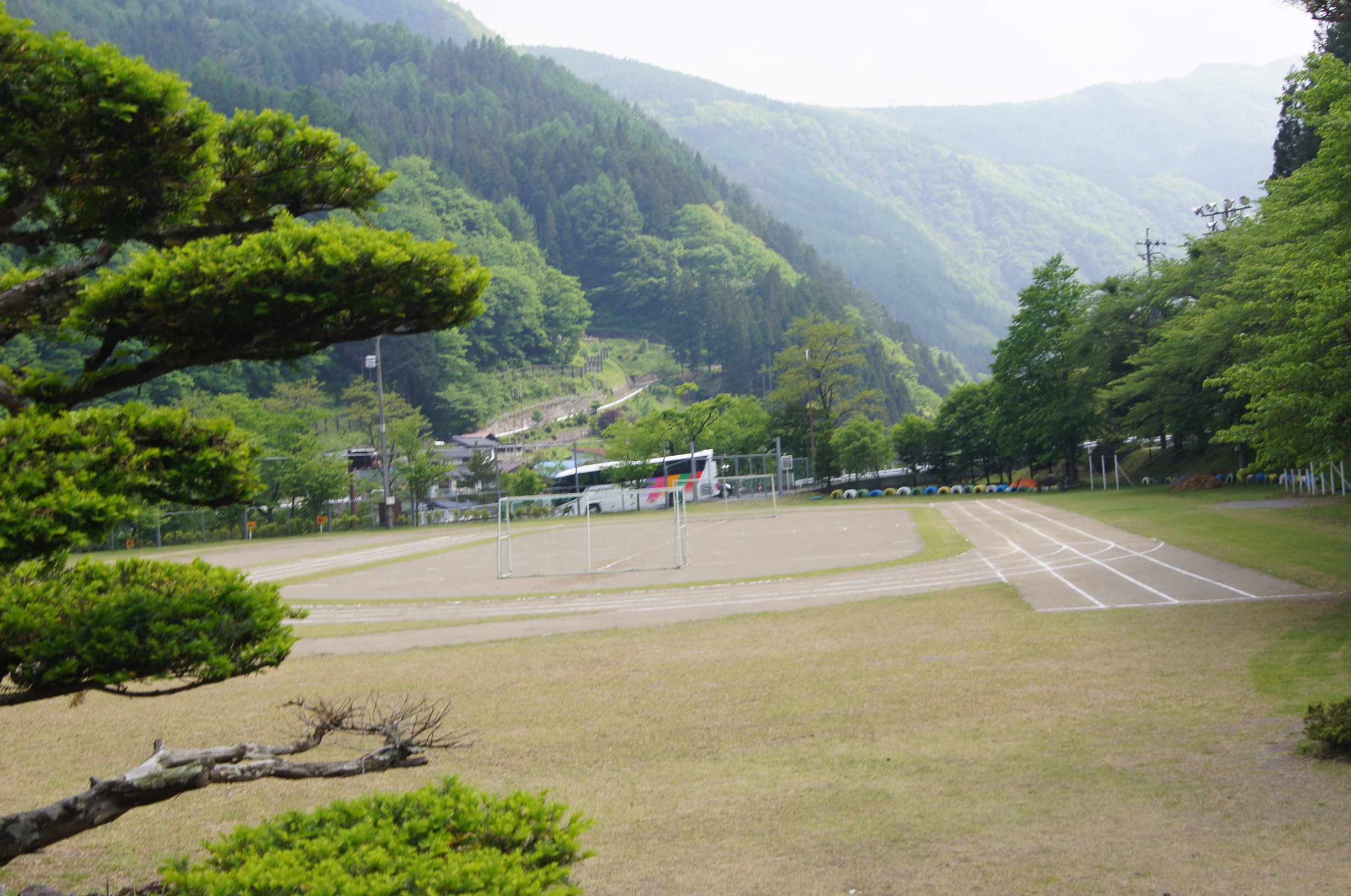
安曇小中学校玄関下から国道側を望む
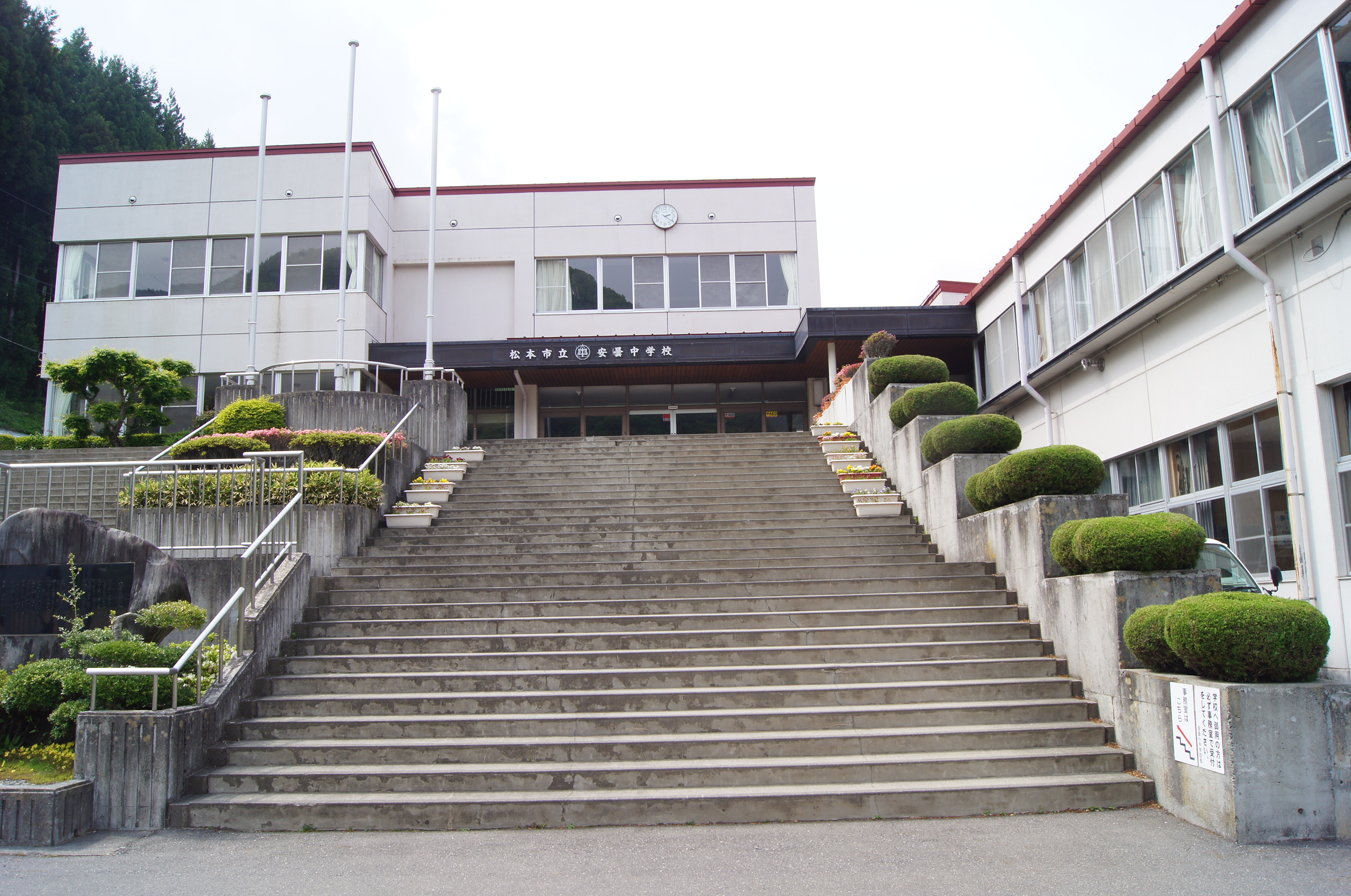
安曇小中学校の玄関を望む
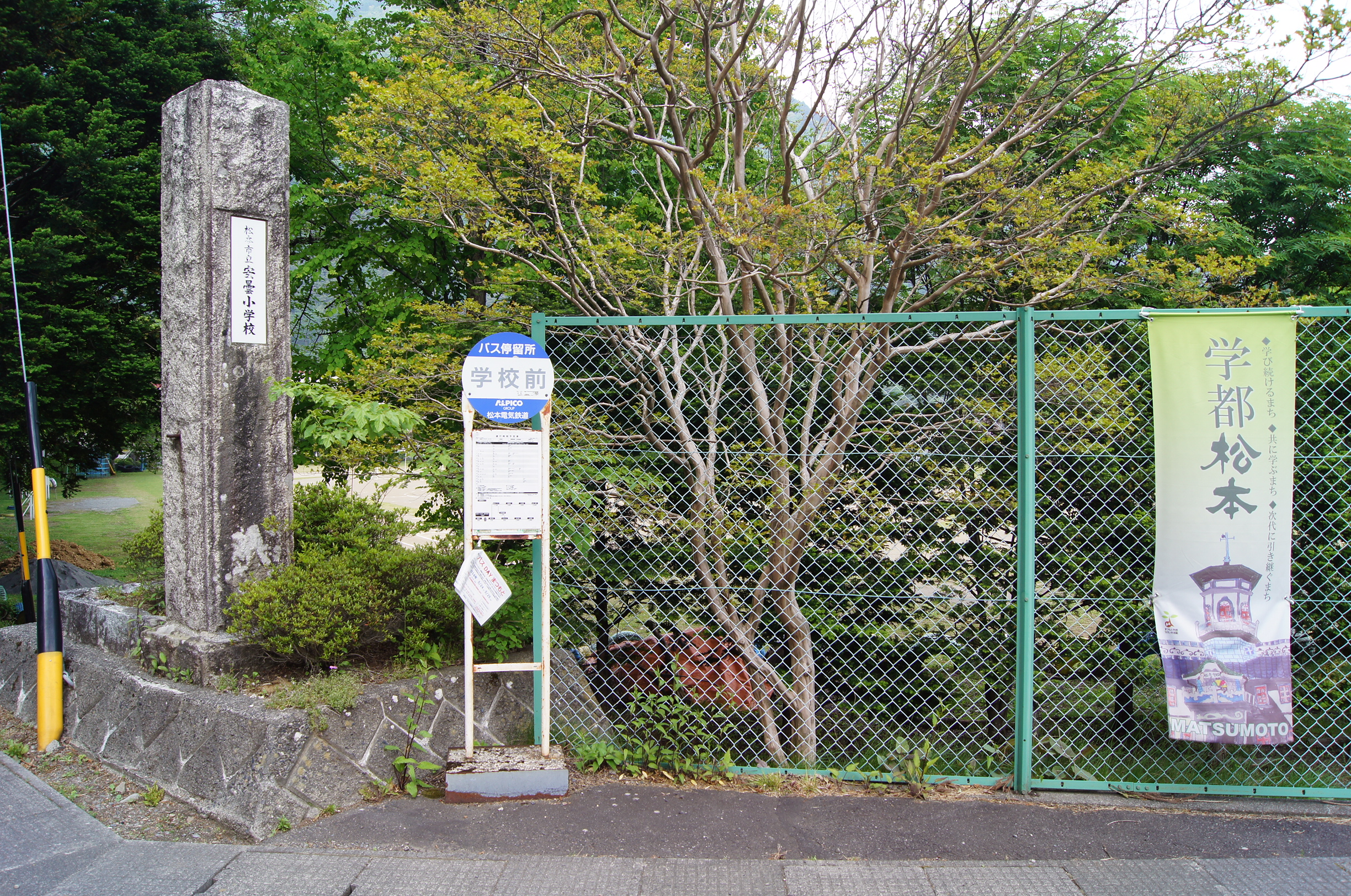
安曇小中学校正門右側にバス停がある

### 中学校の教育目標
- 「清らの心とひとり立ちできる人間」[1]

### 中学校の卒業生徒数
- 下記の数字は、松本市ホームページによる[1]。

| - 1950年：安曇23人・稲核23人 - 1955年：安曇27人・稲核28人 - 1960年：安曇19人・稲核12人 - 1965年：安曇23人・稲核22人 - 1968年＝2校統合 - 1970年：25人 | - 1975年：17人 - 1980年：12人 - 1985年：15人 - 1990年：15人 - 1995年：11人 - 2000年：13人 | - 2005年：10人 - 2010年： 9人 |

## 施設
小学校と中学校が同一敷地に併設されている。インターネットの接続が可能な教室、開閉可能な屋根付きプール、太陽光発電施設など、近代的な施設が整備されている。

## 年表
年表は、『安曇村誌 第3巻 歴史下』pp.31-37の年表およびpp.705-719の記事に依拠した。
- 1872年（明治 5年） - 学制発布され、島々の観音堂を改造し学校を開く
- 1873年（明治 6年） - 発足していた学校を4月に「温知学校」と称し、稲核（得善学校）と大野川に学校派出所を置いた。110人が入校
- 1890年（明治23年） - 温知学校は安曇尋常小学校と名称を変え、稲核と大野川の派出所は支校となる
- 1891年（明治24年） - 稲核支校が稲核尋常小学校になる
- 1892年（明治25年） - 安曇・梓・倭の3か村立高等小学校を梓村杏に建設
- 1900年（明治33年） - 11月に、島々神社前の宮ノ原に新校舎完成し移転する
- 1901年（明治34年） - 大野川支校が大野川尋常小学校になる
- 1910年（明治43年） - 安曇・梓・倭3か村立高等小学校、生徒数減少のため廃止
- 1911年（明治44年） -稲核尋常小学校に高等科を併置し、稲核尋常高等小学校になる
- 1912年（大正元年） - 安曇尋常小学校の校舎を、モチウト地籍に建築して移転する
- 1872年（大正11年） - 安曇尋常小学校に高等科を併置し、安曇尋常高等小学校になる
- 1872年（昭和 8年） - 大野川尋常小学校に高等科を併置し、大野川尋常高等小学校になる
- 1941年（昭和16年） - 国民学校令により小学校を国民学校と改称
- 1947年（昭和22年） - 新学制となり、国民学校を小学校と改称、中学校を設置
- 1967年（昭和42年）4月 - 安曇小・中学校を安曇小中学校安曇部校とし、稲核小・中学校を安曇小中学校稲核部校とする
- 1968年（昭和43年） - 安曇部校の敷地に新校舎建築、12月に落成式を行い、安曇部校・稲核部校は閉校、安曇小中学校が発足
- 1975年（昭和50年） - 全校児童生徒が一堂に会しての給食開始
- 1979年（昭和54年） - 安曇小中学校に夜間照明設備が完成
- 1992年（平成 4年） - 安曇中学校にコンピュータ教室を設置、パソコン20台設置
- 1997年（平成 9年） - 開閉屋根付き屋内プール竣工

## 周辺
- 松本市役所安曇支所
- 雑炊橋
- 梓川